# Владивостокское президентское кадетское училище
Владивостокское президентское кадетское училище (ВПКУ) — федеральное государственное казённое общеобразовательное учреждение с дополнительными образовательными программами, направленными на проведение военной подготовки несовершеннолетних граждан, находящееся в ведении Министерства обороны Российской Федерации. Является филиалом Нахимовского военно-морского училища (г. Санкт-Петербург).

## История
24 августа 2013 года министр обороны Российской Федерации Сергей Шойгу обратился с письмом к Президенту Российской Федерации Владимиру Путину с предложением о создании в Дальневосточном федеральном округе (г. Владивосток) президентского кадетского училища. Предложение было одобрено Президентом РФ. В соответствии с Распоряжением Правительства РФ от 29 октября 2013 года № 1980-р в Дальневосточном федеральном округе Владивостокское президентское кадетское училище было создано.
Училище было размещено на базе и на одной территории с Тихоокеанским высшим военно-морским училищем имени С. О. Макарова. Предельная штатная численность кадетского училища определена в количестве 280 человек, численность обучающихся — 560 воспитанников.
Начальником училища был назначен контр-адмирал запаса Бураков Владимир Васильевич.
В 2014 году было зачислено на обучение 240 воспитанников (по 80 человек в 5, 6 и 7 классы). Процесс обучения начался 1 сентября 2014 года. 25 октября 2014 года состоялось первое торжественное посвящение воспитанников Владивостокского ПКУ в кадеты.
В 2016 году, в соответствии с поручением президента Российской Федерации от 19 февраля 2016 года № Пр-342 и решением министра обороны РФ от 24 марта 2016 года, проходила работа по реорганизации Владивостокского и Севастопольского президентских кадетских училищ в филиалы Нахимовского военно-морского училища.
31 августа 2016 года Владивостокское президентское кадетское училище посетил Президент России В. В. Путин и объявил о переводе училища в новый статус — филиал Нахимовского военно-морского училища.

## Общие сведения
Нормативный срок обучения семь лет в очной форме: с 5 по 11 класс. Ежегодно набирается 80 воспитанников на курс 5 класса (курс разделяется на классы по 20 человек в класс). Все воспитанники находятся на полном государственном обеспечении. Комплекс предоставляемых образовательных услуг в Училище, использование самых современных технологий, выстраивание индивидуальной образовательной программы позволят каждому выпускнику Владивостокского президентского кадетского училища поступить в любое высшее учебное заведение страны.
Высокий технологический уровень проведения учебно-воспитательного процесса обеспечивается посредством новой системы -LMS Школа.
Вместе с общеобразовательными программами воспитанники осваивают специализированные курсы, нацеленные на подготовку к военной и гражданской службе. Кадеты изучают английский язык, а также один из восточных языков по выбору: китайский или японский. В училище созданы кабинеты авиа- и судо- моделирования, морской робототехники. Воспитанники изучают историю кораблестроения, корабельный устав, навигацию, устройство надводных кораблей и подводных лодок. Предусмотрена ежегодная двухнедельная корабельная практика и морские походы, кураторство преподавателей высших военно-морских учебных заведений Минобороны России.